# Ленстер
Ле́нстер, Ле́йнстер (ирл. Laighean, англ. Leinster [ˈlɛnstər]) — провинция на востоке Ирландии, целиком расположенная на территории Республики Ирландии. Включает графства: Карлоу, Дублин, Килдэр, Килкенни, Лэйиш, Лонгфорд, Лаут, Мит, Оффали, Западный Мит, Уэксфорд и Уиклоу. 
Население — 2 504 814 человек (2011). Площадь территории — 19 801 км².

## Название
Название Ленстер происходит от ирландского Cúige Laighean — названия ведущего племени на территории современной юго-восточной Ирландии, а также суффикса tír, означающего «земля».

## Спорт
В регби Ленстер представлен одноимённой командой, трижды победителем Кубка Хейнекен, дважды чемпионом Про12.